# Ankogelbahn

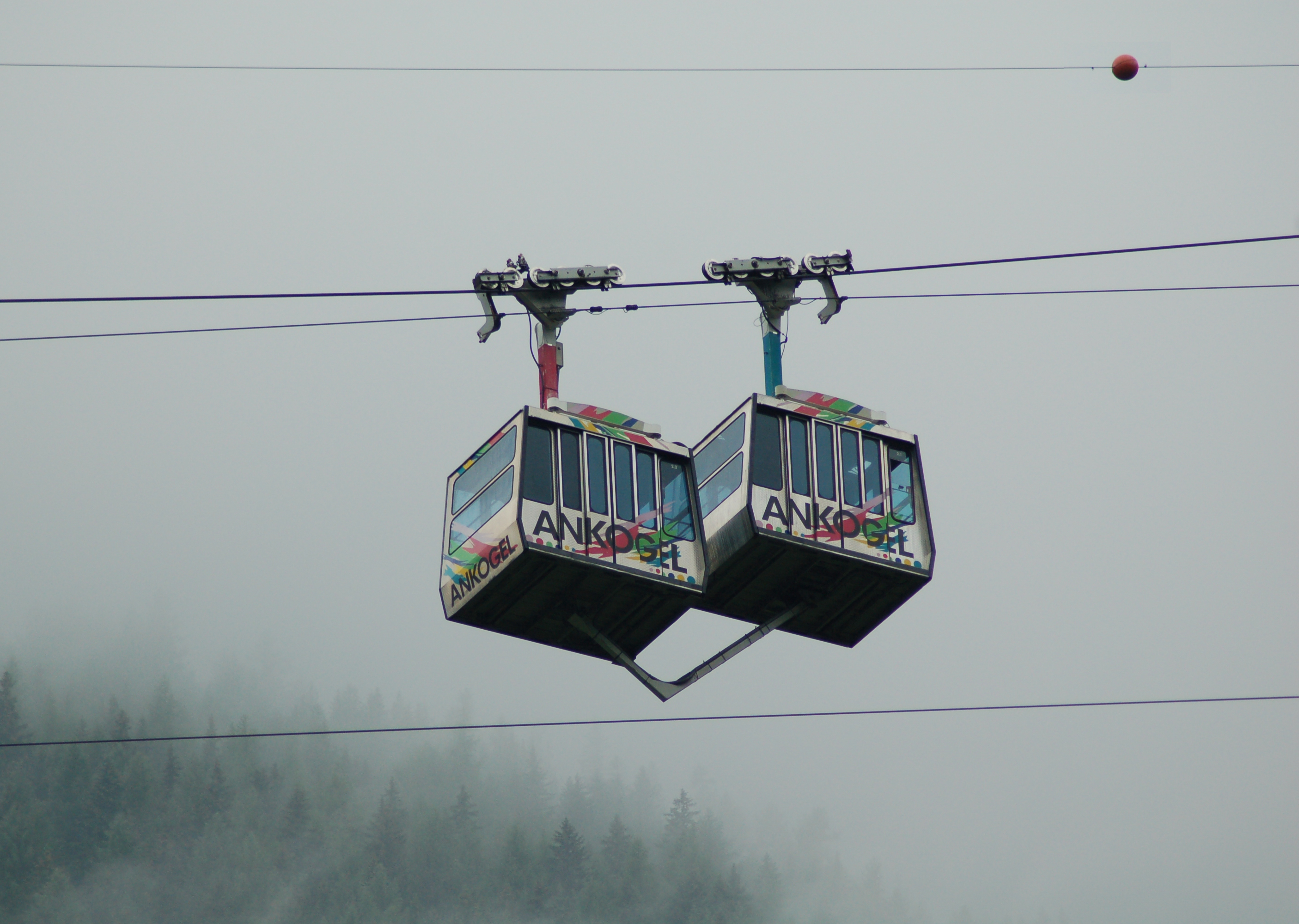
Ankogelbahn, erste Sektion

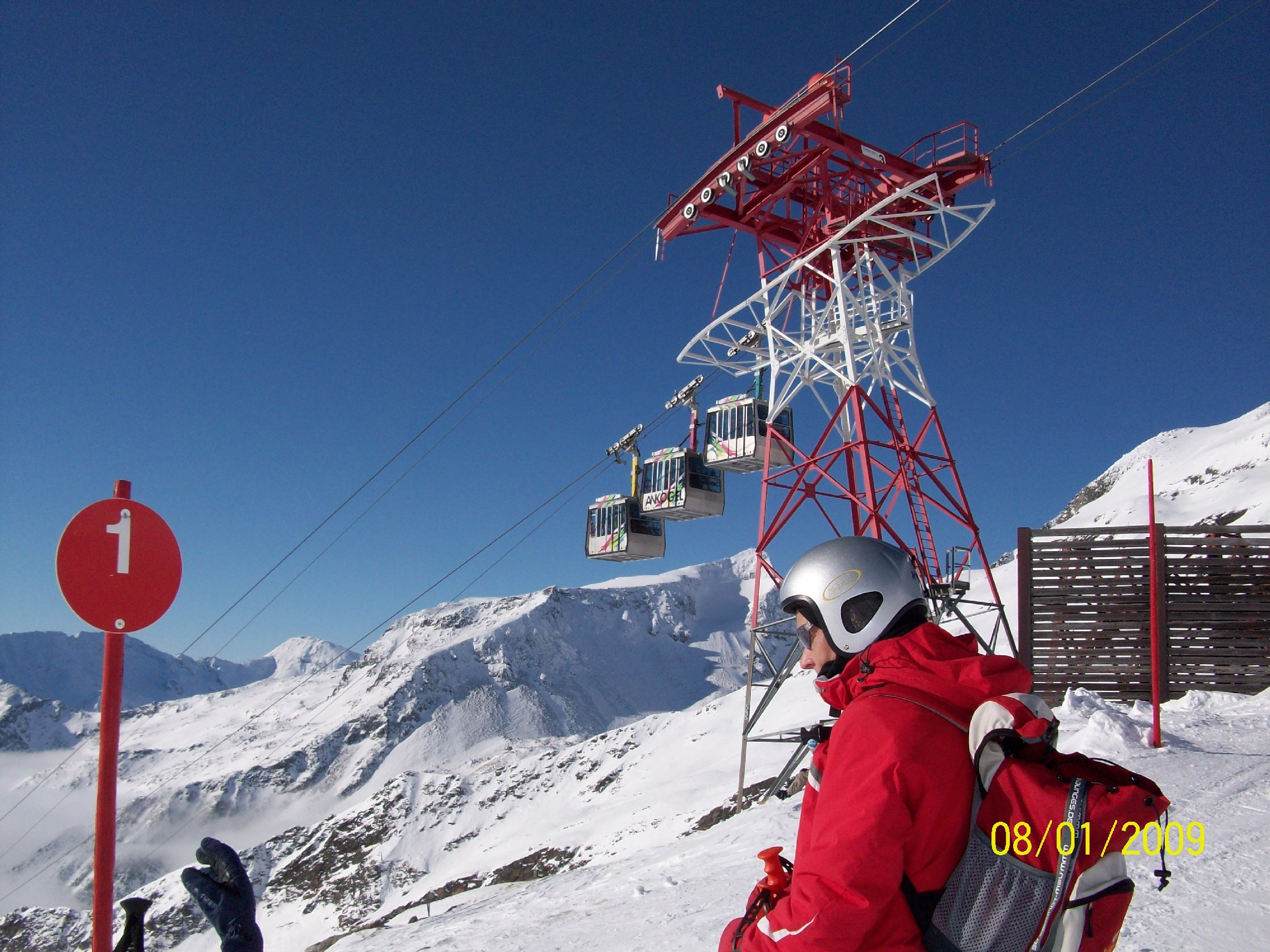
Ankogelbahn, zweite Sektion

Die Ankogelbahn ist eine Luftseilbahn von Mallnitz (Kärnten, Österreich) zum Ankogel.

## Beschreibung
Die Ankogelbahn fährt in zwei Sektionen von der auf 1281 m ü. A. Höhe gelegenen Talstation über die Mittelstation Hochalmblick (1945 m ü. A.) zur Bergstation Hannoverhaus auf einer Höhe von 2636 m ü. A. und überwindet dabei einen Höhenunterschied von insgesamt 1355 m. Knapp unterhalb der Bergstation steht das Hannoverhaus (2566 m ü. A.), eine Schutzhütte des Alpenvereins. Die erste Sektion hat eine schräge Länge von 1808 m mit nur einer Stütze, die zweite Sektion hat eine schräge Länge von 2387 m mit zwei Stützen.
Es handelt sich um eine Gruppenpendelbahn, bei der in der ersten Sektion zwei Kabinen, in der zweiten Sektion drei Kabinen dicht hintereinander fahren, also fix an das Zugseil geklemmt sind. Anders als bei einer üblichen Gondelbahn fahren diese Kabinengruppen jedoch an ihrem Tragseil zwischen den Stationen hin und her.
Die Seilbahn wurde von Waagner-Biro gebaut. Die erste Sektion wurde am 19. Dezember 1965, die zweite am 4. Juni 1966 eröffnet.
Seit 2019 gehört die Ankogelbahn zur Tatry Mountain Resort Group und war vorher im Besitz der Gemeinde Mallnitz.